# Priya Narasimhan
Priya Narasimhan es una profesora de ingeniería eléctrica e informática en la Universidad Carnegie Mellon en Pittsburgh, Pensilvania . También es la directora ejecutiva y fundadora de YinzCam, una compañía de tecnología con sede en los Estados Unidos que ofrece experiencia de uso a los fanáticos de los deportes a través de tecnología móvil a un número de equipos y ligas deportivas profesionales en los Estados Unidos, Canadá, Australia y Nueva Zelanda.

## Biografía
Narasimhan nació en India y vivió en Zambia, en Africa.  Fue estudiante de la universidad de  California, Santa Bárbara, donde completó su doctorado en ingeniería eléctrica y computacional, y recibió el premio a la mejor disertación doctoral del 2000 por su investigación en el área de mecanismos de desarrollo para proveer tolerancia a fallos de una manera transparente (por ejemplo, sin modificaciones de código) para aplicaciones existentes distribuidas. En 2001, se mudó a Pittsburgh para unirse a la universidad de Carnegie Mellon como miembro de la universidad, donde sus intereses académicos en sistemas distribuidos dependientes, tolerancia a fallo, sistemas embebidos y sistemas móviles y tecnología deportiva. Se convirtió en fan de los pingüinos de Pittsburgh  cuando se mudó a Pittsburgh, en 2001. También fue fan de los Pittsburgh Steelers.

## Premios
- Premio a la mejor disertación doctoral, 2000
- Premio a la carrera de la fundación de Ciencia nacional, 2003
- Alfred Sloan compañerismo, 2007
- Premio otorgado por los estudiantes Eta Kappa Nu a la excelencia en la enseñanza, 2008
- Premio a la mujer científica emergente de la universidad de Carnegie, 2009
- Premio Mellon Benjamin Teare de enseñanza, 2009
- Premio a la enseñanza Lutron Electrónica Spira
- Premio de innovación tecnológica, 2011
- Premio como ejecutiva en una compañía nueva internacional, Global Pittsburgh
- Innovación de año en productos de consumo, Pittsburgh Consejo de Tecnología, 2016
- 2016 Gamechanger, periódico Sport Buisiness
- Heinz History Center's History Maker in Innovation, 2017.

## Investigación y emprendimiento
Su investigación doctoral estuvo comercializada a través de Eternal Systems, Inc., una compañía donde  ella ejerció como jefa técnica y vicepresidenta de ingeniería para transformar su investigación doctoral en productos de uso comercial.  Su investigación se dirigió al desarrollo de plataformas de alta disponibilidad 24x7,  soluciones para centros de datos, sistemas en línea grandes y sistemas embebidos.
Fue miembro de la facultad,  en el departamento de electricidad y computación, en la universidad de Carnegie Mellon desde el año 2001. Ejerció como codirectora del centro de investigación de la movilidad CyLab en la universidad Carnegie Mellon y lideró el Intel Intel Science and Technology Centre en el departamento de computación embebida de la universidad de Carnegie Mellon Universidad.
Ha escrito y publicado más de 150 investigaciones en sistemas distribuidos y tolerancia al fallo, investigación que lideró el desarrollo el estándar industrial de la tolerancia a fallo CORBA. Con los estudiantes de su doctorado de la universidad de Carnegie Mellon, trabajó en la investigación de diagnóstico de aŕeas de fallo, edge computing en dispositivos móviles, tolerancia a fallo adaptativa, actualizaciones de software, análisis estadísticos y marchine learning para resolver problemas en sistemas.
Su interés en ordenadores y tecnología para el deporte le dirigieron a desarrollar aplicaciones móviles que proporcionan estadísticas de tiempo real, multimedia, radio por internet, redes sociales y actualizaciones de vídeo en directo a equipos como la  NFL, NBA, NHL, NRL, AFL, NBL, CFL y otras ligas de deportes mundiales. También trabajó en el lanzamiento de una plataforma de datos para ayudar a que equipos deportivos entiendesen sus operaciones empresariales y para mejorar la experiencia de los seguidores. Transladó las lescciones aprendidas durante su experiencia industrial en YinzCam al internet de las cosas en el ámbito deportivo, en la universidad Carnegie Mellon, también para motivar su investigación doctoral en el campo de edge compunting en tecnologías móviles y utilizando sistrema en la nube para mejorar la experiencia de usuario en entornos de alta densidad, como estadios. También ha trabajado para incorporar sistemas embebidos en el mundo deportivo a través de su proyecto de Ingeniería deportiva en el campo del fútbol. Proyecto que tenía como objetivo el seguimiento de la trayectoria en tiempo real de pelotas de fútbol, jugadores y otro equipamiento en el campo en juego durante el partido.  A través del proyecto Trinetra,  desarrolló tecnologías móviles para proporcionar incremento de independencia  a personas ciegas en sus actividades diarias, como hacer la compra o utilizar el transporte público. A través de YinzCam,  colaboró con el ayuntamiento de Pittsburgh para desarrollar y lanzar iBurgh, una aplicación móvil para permitir a los ciudadanos reportar quejas de la ciudad a los departamentos informáticos de la ciudad vía teléfono móvil.
También desarrolló AndyVision, un proyecto de robótica financiado por el centro de tecnología y ciencia Intel en la universidad de Carnegie Mellon, el cual es capaz de inventariar rápidamente y detectar la falta de stock en entornos minoristas.